# ナーマッカル
ナーマッカル（நாமக்கல்；Namakkal）は、インド南部のタミル・ナードゥ州にある都市。ナーマッカル県の県庁所在地であり、同県ナーマッカル郡の中心都市である。

## 地理
北緯： 11° 13' 60 　／　東経： 78° 10' 0 
- 県外
  - チェンナイまで 380km
  - ティルッチラーッパッリまで 106km
  - マドゥライまで 157km
  - コーヤンブットゥールまで 163km
  - カンニヤークマリまで 399km

## 政治
ナーマッカルでは、2001年の州議会議員選挙ではINCのK・ジャヤクマールが当選し、2006年の州議会議員選挙でもAIADMKの候補を抑えて連続当選した。